# Ібрагім аль-Хамді
Ібрагім аль-Хамді (араб. إبراهيم الحمدي; 1943 — 11 жовтня 1977) — єменський військовик і державний діяч; третій президент Єменської Арабської Республіки.

## Життєпис
Народився у провінції Амран. Службу в армії розпочав солдатом, згодом вступив до авіаційного училища (не довчився). Якийсь час допомагав батькові, який був суддею. Після революції 1962 року дослужився до посади командувача штурмової авіації Єменської Арабської Республіки, потім був губернатором низки провінцій. 1972 року отримав пост заступника прем'єр-міністра й міністра внутрішніх справ, потім — заступника головнокомандувача збройних сил.
13 червня 1974 року очолив безкровний військовий переворот, в результаті якого був повалений Абдул Рахман аль-Ар'яні. Підполковник (згодом полковник) Ібрагім аль-Хамді став головою Ради військового командування, що керувала Єменом.
За часів свого правління прагнув створити сучасне управління країною, що базувалося б на законності, правопорядку й інститутах влади, посилив контроль центрального уряду над країною, боровся з племінною ворожнечею (у липні 1977 року було придушено повстання племен) і намагався покласти край середньовічним соціальним класам, проголосивши всіх єменців рівними. Провів чистку в армії та намагався боротись з корупцією, заборонивши використовувати службові авто у приватних цілях. За президентства аль-Хамді у Ємені спостерігалось найшвидше економічне зростання (у середньому — 6,5 %) за всю історію країни. Було збудовано сотні нових шкіл і лікарень, тисячі кілометрів ґрунтових доріг, а також ухвалено перший п'ятирічний план економічного розвитку. Було покращено стосунки з Саудівською Аравією, а також мав місце прогрес у відносинах з марксистським Південним Єменом, з яким за 4 роки планувалось об'єднання. 13 жовтня 1977 року аль-Хамді мав виїхати до Південного Ємену для підписання договору про спільну оборону.
11 жовтня 1977 року аль-Хамді разом зі своїм братом Абдаллою, командиром спецпідрозділу, був убитий. За однією з версій, убивство скоїли агенти, яких фінансувало плем'я Аль-Ахмар, що перебувало під покровительством Саудівської монархії, щоб уникнути об'єднання двох Єменів. За іншим припущенням, замах було організовано наступником аль-Хамді, генералом аль-Гашімі.